# Immerich

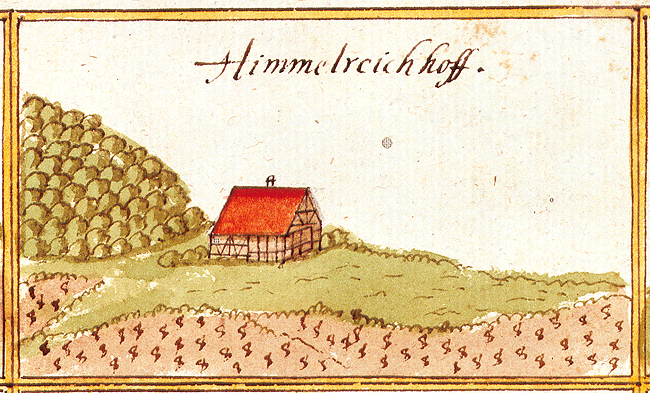
Ansicht von Immerich aus den Forstlagerbüchern von Andreas Kieser

Immerich (auch Himmelreichhoff) ist ein abgegangener Ort in der Stadt Waiblingen im baden-württembergischen Rems-Murr-Kreis.

## Lage
Der abgegangene Ort Immerich lag im Stadtwald von Waiblingen, etwa anderthalb Kilometer östlich der Ortsmitte von Korb am oberen Westabfall des Hörnleskopfs ins Tal des Hörnlesbachs hinab, des heute verbliebenen linken Oberlaufs des Heppachs.  Heute ist Immerich ein Wohnplatz von Waiblingen.

## Geschichte
Das Königlich-Württembergische Hof- und Staats-Handbuch von 1809/10 und 1813 führt Immerich als einzelnes Waldschützenhause im Stadtwalde, zugehörig zu Korb. In der Beschreibung des Oberamts Waiblingen von 1850 ist unter Immerich ein einzelnes, auf dem Gebirge oberhalb Steinreinach stehendes Haus aufgeführt. Auch hier wird es Korb zugeordnet. Später ist der Ort als Wohnplatz in der Stadt Waiblingen aufgegangen.